# Rakovica (Belgrad)
Rakovica (serbisch-kyrillisch Раковица) ist eine Stadtgemeinde von Belgrad.
Der Name Rakovica wird erstmals 1560 in der türkischen Volkszählung als Dorf Vlaha erwähnt. Nach Überlieferungen erhielt der Ort seinen Namen nach den Krebsen (rak = Krebs), den Bewohnern des Flüsschens, das durch die Siedlung plätscherte. Bis 1952 gehörte Rakovica verschiedenen Rayons an und war von 1952 bis 1960 eine Gemeinde für sich. Seit 1960 gehörte Rakovica zum Stadtbezirk Čukarica und ab 1974 wurde es eine selbständige Stadtgemeinde.
Das Stadtfest wird am 14. Oktober, dem Tag der Schutzmantelmadonna im Gregorianischen Kalender, gefeiert.